# حكاية القطب الشمالي

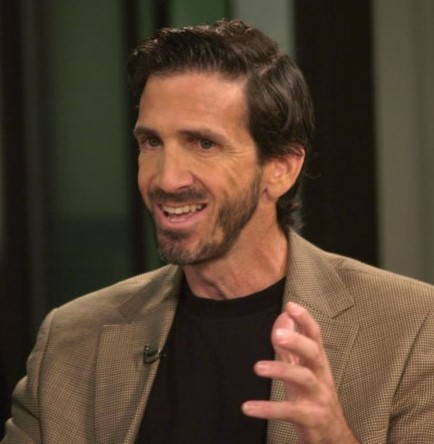
حوار مع آدم رافيتش، يوليو 2007.

حكاية القطب الشمالي فيلم وثائقي تم انتاجه من جمعية ناشيونال جيوغرافيك عام 2007 عن دورة حياة فظة وعجلها ودبة قطبية مع دياسمها. اعتمد منتجي الفيلم على نفس السياق المستخدم في إنتاج فيلم مسيرة البطريق في مارس 2005.

## الفيلم
الفيلم من إخراج آدم رافيتش وسارة روبرتسون وروته كوين لطيفة. أما عن الحيوانات فتم تسمية الدبة القطبية باسم «نانو» و«سيلا» للفظة. يعتمد الفيلم على ذكر قصة حياة حيوانين مختلفين.

## نظرة عامة
قاما المخرجان المتزوجان آدم رافيتش وسارة روبرتسون بتصوير الفيلم على مدار 15 عاما واخراجه بالتعاون مع وحدة التاريخ الطبيعي داخل جمعية ناشيونال جيوغرافيك وغيرها ممن سجلوا الحياة البرية القطبية.
نجح الثنائي في تصوير أكثر من 800 ساعة عن حيوانات يصعب تصوريهم معا على الكاميرات، مثل الدب القطبي والفظ. على الرغم من وجود العديد من المشاهد تظهر فيها «نانو» و«سيلا» بالقرب من بعضهم البعض في هذا الفيلم إلا أنهم في العادة لا يتواجدون معا.
صرح رافيتش في إحدى حواراته:
«أخبرني العلماء قبل قيامي بتصوير الفيلم، أنه من النادر جدا أن يقوم دب قطبي بمهاجمة فظ، لكن التجربة أوضحت لي أن يوجد العديد من الأمور المشتركة بين الدببة القطبية والفظ وهو ما أوضحته في فيلمي».

## الأحداث
في بداية الفيلم، تخرج نانو من الكهف مع والدتها وشقيقها بعد أن ولادتهما بفترة قصيرة، ما إن يخرج الديسمان حتى يبدأ اللعب بالثلج حتى دخولها الكهف مرة أخرى. في اليوم التالي، تبدأ نانو وشقيقها في التعلم من والدتهما أساليب البقاء في البرية والتشديد على أهمية البقاء بعيدا عن ذكور للدببة القطبية حتى لا يتعرضوا للقتل. في الجانب الأخر تظهر سيلا في الماء بعد الولادة مباشرة بجانب والدتها وعمتها التي تحاول حماية العجلة الصغيرة خلال حياتها المبكرة. سريعا ما تبدأ امها أيضا في تعليمها أساليب البقاء وأولها هي كيفية رفع نفسها على الجليد بدون أي مساعدة سوى مشاهدة والدتها تفعل الشيء نفسه. خلال هذا الوقت تراقب العمة الحيوانات المفترسة لتحذر الأم وابنتها عند قدوم دب قطبي ناحيتهم. تعود الكاميرا إلى الدياسم الصغيرة في رحلتهم مع أمهم في البحث عن الطعام والتي تبدأ معهم الدرس الثاني في كيفية البحث عن الفقمة تحت الجليد باستخدام حاسة الشم وتكسير الجليد باستخدام اطرافها الأمامية. تفشل أولى المحاولات لإصطياد لكن تتبع الأم الفقمة وتنجح في المرة الثانية في الحصول عليها. في تلك الأثناء تنعم العجلة الصغيرة بوجبات وفيرة من المحار لمدة ثلاث أيام مع باقي العجول في بحيرة نائية والتي قد يعودوا إليها بعد خمس سنوات.
تتشابهة مسارات حياة كلا من الدب والفظ، فمع تغير العوامل الجوية وصغر فصل الشتاء وذوبان الجليد السريع وتوسع مياة المحيط يضطر الحيوانان إلى التنقل بحثا عن الطعام.
تشكل ذكور الدببة خطرا كبيرا على كافة المخلوقات الرئيسية سواءا من جنسها كالدياسم أو الآيال والفقم. بعد وفاة شقيق نانو، يتعين على نانو مغادرة والدتها في وقت أبكر مما هو معتاد بسبب الظروف المناخية المتغيرة لكنها مع ذلك تواجه صعوبة في العثور على الطعام بمفردها. تجد في النهاية دبا قتل فظة (العمة) واقتنع مع زيادة عدد الذكور بالقرب منه بمشاركتهم الوليمة.
في نهاية الفيلم تنجذب نانو إلى أحد الدببة الذكور كانت تلعب معه قبل ذلك وهي صغيرة، أما سيلا فتنتظر حتى يغني لها أحد الذكور أغنية الذيل قبل أو تغوص معه في الماء، لينتهي الفيلم بعد ولادة نانو ديسمين وولادة سيلا عجلة.

## الرسالة
على مدار الفيلم تقوم الراوية كوين لطيفة بتوضيح دور درجات الحرارة المرتفعة على الحيوانات في مملكة الجليد وأنه إذا استمر الأمر على هذا الحال فسيختفي الجليد في القطب الشمالي مع حلول عام 2040.
قبل إسدال الستار وظهور شعار ناشيونال جيوغرافيك تظهر مجموعة من الأطفال من مختلف أنحاء العالم تناشد بالحفاظ على مملكة الجليد وبخطورة الاحتباس الحراري.

## الجوائز والترشيحات
تم ترشيح فيلم حكاية القطب الشمالي لجائزة الباندا لعام 2008 والتي تم تقديمها في مهرجان وايلد سكرين 2008 في بريستول وجائزة جينسيس في لوس أنجلوس، كاليفورنيا.

## الأقراص المدمجة
تم إصدار الفيلم على أقراص دي في دي، أسطوانات الفيديو الرقمية فائقة الدقة وبصيغة البلو راي في 4 ديسمبر 2007.

## الموسيقى
توجد العديد من الأغاني والموسيقى التصورية داخل الفيلم مثل:
- على حافة العالم (At the Edge of the World)
تأليف وأداء أيمي مان وزاك جيل.
تم عرضها في المقدمة الافتتاحية للفيلم.
- عيش دعنا نعيش (Live Let Live)
تأليف بريان ويلسون وفان دايك باركس
تم عرضها في نهاية الفيلم.
- استمر في النمو (Keep On Growing)
تأليف كلا من إريك كلابتون وبوبي ويتلوك
غناء شيريل كرو
لم تظهر في الفيلم، لكن تم عرضها في العرض الترويجي للفيلم
- أغنية الشمال (تحت الشمس) ((Song of the North (Beneath the Sun)
تأليف وغناء جرانت لي فيليبس وسارة واتكنز.
ظهرت مرتين في الفيلم: الأولى، عندما كانت عائلة نانو تراقب إثنيين من ذكور الدببة تتصارع على الجليد. أما الثانية فكانت مع حوار الأطفال عن ضرورة الحفاظ على مملكة الجليد.
- الحوت سونغ (Whale Song)
تأليف جاك أيروزن
غناء بيرل جام
كان من المقرر عرضها داخل الفيلم، لكن لم تعرض.
- الموجة السوداء (Black Wave)
تأليف جيمس ميرسر
غناء فريق ذا شين
تم عرضها في خلفية محاولات الدببة القطبية في البقاء في البرية
- حلق (Soar)
تأليف وكتابة رالف سال
غناء فريق أول تو ماتش
كان من المقرر عرضها داخل الفيلم، لكن لم تعرض.
- Itchin
تأليف وغناء جرانت لي فيليبس
أثناء استمتاع الفظ وعجليها بضوء الشمس.
- إذا أخذتني (If You Took to Me)
تأليف وغناء مات كوستا
كان من المقرر عرضها داخل الفيلم، لكن لم تعرض.
- العظمة (The Great Beyond)
تأليف وغناء إيمي مان
كان من المقرر عرضها داخل الفيلم، لكن لم تعرض.
- Underworld
تأليف باري غيب، آشلي جيب وستيفن جيب
غناء باري غيب
كان من المقرر عرضها داخل الفيلم، لكن لم تعرض.

## وصلات خارجية
- حكاية القطب الشمالي على موقع IMDb (الإنجليزية)
- حكاية القطب الشمالي على موقع ميتاكريتيك (الإنجليزية)
- حكاية القطب الشمالي على موقع روتن توميتوز (الإنجليزية)
- حكاية القطب الشمالي على موقع نتفليكس (الإنجليزية)
- حكاية القطب الشمالي على موقع ألو سيني (الفرنسية)
- حكاية القطب الشمالي على موقع Turner Classic Movies (الإنجليزية)
- حكاية القطب الشمالي على موقع أول موفي (الإنجليزية)
- حكاية القطب الشمالي على موقع بوكس أوفيس موجو (الإنجليزية)
- حكاية القطب الشمالي على موقع فيلمافينيتي (الإسبانية)
- حكاية القطب الشمالي على موقع قاعدة بيانات الفيلم (الإنجليزية)

- الموقع الرسمي للفيلم.
- حكاية القطب الشمالي- على موقع أول موفي.
- حكاية القطب الشمالي- على موقع بوكس أوفيس موجو.
- حكاية القطب الشمالي- على موقع قاعدة بيانات الأفلام على الإنترنت.
- حكاية القطب الشمالي- على موقع ميتاكريتيك.
- حكاية القطب الشمالي- على موقع روتن توميتوز.
- موقع صناع الفيلم.
- موقع اتحاد صناع الفيلم.
- صندوق استكشاف القطب الشمالي.
- حوار مع آدم رافيتش وسارة روبرتسون.
- نقد فيلم حكاية القطب الشمالي.